# Wieża ciśnień przy ul. Konstytucji 3 Maja w Skierniewicach
Wieża ciśnień – neogotycka wieża ciśnień zbudowana w latach 1904 - 1905 w Skierniewicach. Obecnie nazywana kordegardą. Położona przy głównej bramie na terenie Instytutu Warzywnictwa oraz Pałacu Prymasowskiego.
Wieża zasilała lokalny wodociąg dla miasta Skierniewic.